# Mirmecofília

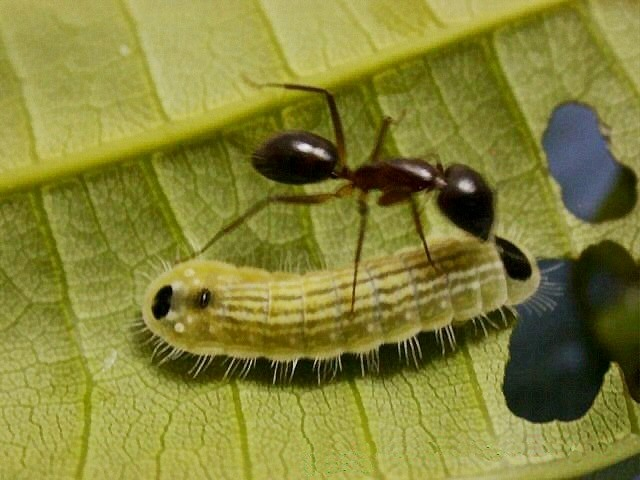
Una formiga tenint cura d'una eruga de papallona Lycaenidae

La mirmecofília, terme derivat del grec que literalment vol dir amor a les formigues, s'aplica a les associacions positives entre diverses espècies d'organismes, com les plantes, artròpodes i fongs, amb les formigues. La mirmecofília és un mutualisme biològic i en termes més generals també fa referència al comensalisme i fins i tot el parasitisme.
S'estima que hi ha mes de 14.000 espècies de formigues (Formicidae), amb la major biodiversitat als tròpics. Les formigues en molts ambients controlen la riquesa i estructura dels artròpodes en ser els seus principals depredadors. La majoria de les relacions mirmecòfiles són oportunistes, sense especialitzar i facultatives (volent dir que les dues espècies són capaces de sobreviure sense la interacció) però un mutualisme obligat s'ha observat també en moltes espècies.

## Mirmecòfil
Un mirmecòfil és un organisme que viu en associació amb les formigues.
Molts mirmecòfils tenen diversos papers en una colònia de formigues. Molts consumeixen materials de rebuig dels nius com són les formigues mortes, les larves mortes o els fongs que creixen dins les colònies. Tanmateix alguns mirmecòfils s'alimenten d'aliments subministrats per les formigues i uns pocs són depredadors dels ous, les larves o les pupes de les formigues. D'altres com els pugons proporcionen aliment a les formigues amb les seves excrecions ensucrades.
Són molt conegudes les associacions mirmecòfiles dins la família de papallones Lycaenidae. Moltes de les erugues dels licènids produeixen nèctar per a les formigues que elles obtenen fent vibrar l'eruga.
Hi ha coleòpters mirmecòfils dins les famílies Coccinellidae (per exemple la marieta Thalassa saginata), Aphodiidae, Scarabaeidae, Lucanidae, Cholevidae, Pselaphidae, Staphylinidae, Histeridae i Ptiliidae.
Alguns àcars i aranyes també són mirmecòfils.
Altres grups mirmecòfils inclouen
- Orthoptera, com Myrmecophilus acervorum
- Diptera, com Clitellaria obtusa
- Mol·luscs, com Allopeas myrmekophilos[8]

## Interaccions entre les plantes i les formigues
Aquesta interacció està estesa per tot el món, inclou les famílies Leguminosae, Euphorbiaceae, i Orchidaceae. En general les plantes mirmecòfiles proporcionen alguna font d'aliment o de protecció a les formigues i les plantes obtenen a canvi formes de protecció, dispersió de llavors (mirmecocòria), reducció de la competició amb altres plantes, serveis de neteja i/o nutrició suplementària.